# Jižní Korea na Letních olympijských hrách 2000
Jižní Koreu na Letních olympijských hrách v roce 2000 reprezentovala výprava 281 sportovců (175 mužů a 106 žen) ve 26 sportech.

## Medailisté
| Medaile | Jméno | Sport                | Soutěž                      |
| ------- | --- | -------------------- | --------------------------- |
| Zlato   | Jang Yong-Ho Kim Chung-tae Oh Kyo-Moon | Lukostřelba          | Družstvo mužů               |
| Zlato   | Jun Mi-čin | Lukostřelba          | Ženy jednotlivci            |
| Zlato   | Kim Nam-Soon Kim Soo-Nyung Jun Mi-čin | Lukostřelba          | Družstvo žen                |
| Zlato   | Kim Jong-ho | Šerm                 | Muži fleret                 |
| Zlato   | Kim Kyong-Hun | Taekwondo            | Muži +80 kg                 |
| Zlato   | Jung Jae-Eun | Taekwondo            | Ženy 57 kg                  |
| Zlato   | Lee Sun-Hee | Taekwondo            | Ženy 67 kg                  |
| Zlato   | Sim Kwon-ho | Zápas                | muži, řecko-římský do 54 kg |
| Stříbro | Kim Nam-Soon | Lukostřelba          | Ženy jednotlivci            |
| Stříbro | Lee Dong-soo Yoo Yong-sung | Badminton            | Muži čtyřhra                |
| Stříbro | Han Hyung-Bae Hwang Jong-Hyun Jeon Hong-Kwon Jeon Jong-Ha Ji Seung-Hwan Kang Keon-Wook Kim Chel-Hwan Kim Kyung-Seok Kim Jung-Chul Kim Yong-Bae Kim Yoon Lim Jong-Chun Lim Jung-Woo Seo Jong-Ho Song Seung-Tae Yeo Woon-Kon | Pozemní hokej        | Turnaj mužů                 |
| Stříbro | Lee Joo-Hyung | Sportovní gymnastika | Muži bradla                 |
| Stříbro | Jung Bu-Kyung | Judo                 | Muži 60 kg                  |
| Stříbro | Čo In-čchol | Judo                 | Muži 81 kg                  |
| Stříbro | Kang Cho-hyun | Sportovní střelba    | Ženy 10 m vzduchová puška   |
| Stříbro | Sin Joon-Sik | Taekwondo            | Muži 68 kg                  |
| Stříbro | Mun Ui-če | Zápas                | muži, volný styl do 76 kg   |
| Stříbro | Kim In-Sub | Zápas                | muži, řecko-římský do 58 kg |
| Bronz   | Kim Soo-Nyung | Lukostřelba          | Ženy jednotlivci            |
| Bronz   | Ha Tae-kwon Kim Dong-moon | Badminton            | Muži čtyřhra                |
| Bronz   | Chong Tae-Hyon Chung Min-Tae Hong Sung-Heon Jang Sung-Ho Jin Pil-jung Jung Soo-Keun Kim Dong-Joo Kim Han-Soo Kim Ki-Tae Kim Soo-Kyung Kim Tae-Gyun Koo Dae-Sung Lee Byung-Kyu Lee Seung-Ho Lee Seung-Yeop Lim Chang-Yong Lim Sun-Dong Park Jae-Hong Park Jin-Man Park Jong-Ho Park Kyung-Oan Park Seok-Jin Son Min-Han Song Jin-Woo | Baseball             | Turnaj mužů                 |
| Bronz   | Lee Sang-Ki | Šerm                 | Muži kord                   |
| Bronz   | Lee Joo-Hyung | Sportovní gymnastika | Muži hrazda                 |
| Bronz   | Čong Song-suk | Judo                 | Ženy 63 kg                  |
| Bronz   | Čo Min-son | Judo                 | Ženy 70 kg                  |
| Bronz   | Kim Son-jong | Judo                 | Ženy +78 kg                 |
| Bronz   | Kim Moo-Kyo Ryu Ji-Hae | Stolní tenis         | Ženy čtyřhra                |
| Bronz   | Jang Jae-Sung | Zápas                | muži, volný styl do 63 kg   |